# Gaubek Júlia
Gaubek Júlia (Budapest, 1928. április 16. – 2015) belsőépítész, bútortervező.
Tanulmányait a MIF-en, Kaesz Gyulánál és Kozma Lajosnál végezte. Kezdetben a MATI-ban, majd a KÖZTI tervezőjeként dolgozott. 1956-83-ig a KERTI-nél, a 80-as években ugyanott a belsőépítészeti osztály vezetőjeként tevékenykedett. Közben részt vett az Iparművészeti Tanács által kiírt számos bútorpályázaton, és azokon díjakat nyert. Számos munkájánál megvalósította, hogy a képzőművészet (melyet Ilosfai József plasztikái képviseltek) a belsőépítészettel szoros egységet alkot. 1970-88 között tervezte a Magyar Tudományos Akadémia és a Központi Fizikai Kutató Intézet évenkénti bel- és külföldi kiállításait. Fenti időszakban a Képző- és Iparművészeti Lektorátusnál mint belsőépítész szaklektor is dolgozott. Egyedi tárgyai és kisszériás bútorai, amelyek nagyrészt az Iparművészeti Vállalat műhelyeiben készültek, a Vállalat boltjaiban kerültek forgalomba. A Lakáskultúra nevű bemutatóteremben, mely egyben üzlet is volt, heti rendszerességgel lakberendezési tanácsadást is tartott. Munkái az akkor még létező asztalosipari kézművességre támaszkodnak. Az 50-es évek felé alakította ki kisbútorainak sajátos stílusát, hangsúlyos plaszticitással, a sokrétűség és variálhatóság megtartásával. Így kerülhettek ki pályaműnyertes bútorai a Brüsszeli világkiállításra is. Egy tervezési folyamat eredményeképp született a 60-as évek elején az úgynevezett „szőrmés” fotelje (Budapest, Iparművészeti Múzeum), amelyet mintegy másfél évtizedig sikerrel gyártottak, és a korszak jellegzetes tárgyaként számos filmben is megjelent.
Az 1955-ös országos iparművészeti kiállításon tűnt fel, a fiatal iparművésznők 1958-as kiállításán már mint érett alkotó mutatkozott be. Főleg kisbútorai figyelemre méltók, ezeket az Iparművészeti Vállalat számára tervezte. A kis szériás és egyedi darabok mellett több közintézmény enteriőrjének kialakítása fűződik a nevéhez.

## Szakmai munkássága

### Díjak és szakmai elismerések
- 1965: Munkácsy Mihály-díj
- 1968: Építészeti nívódíj
- 1973: Országos Bútorpályázat I. díja

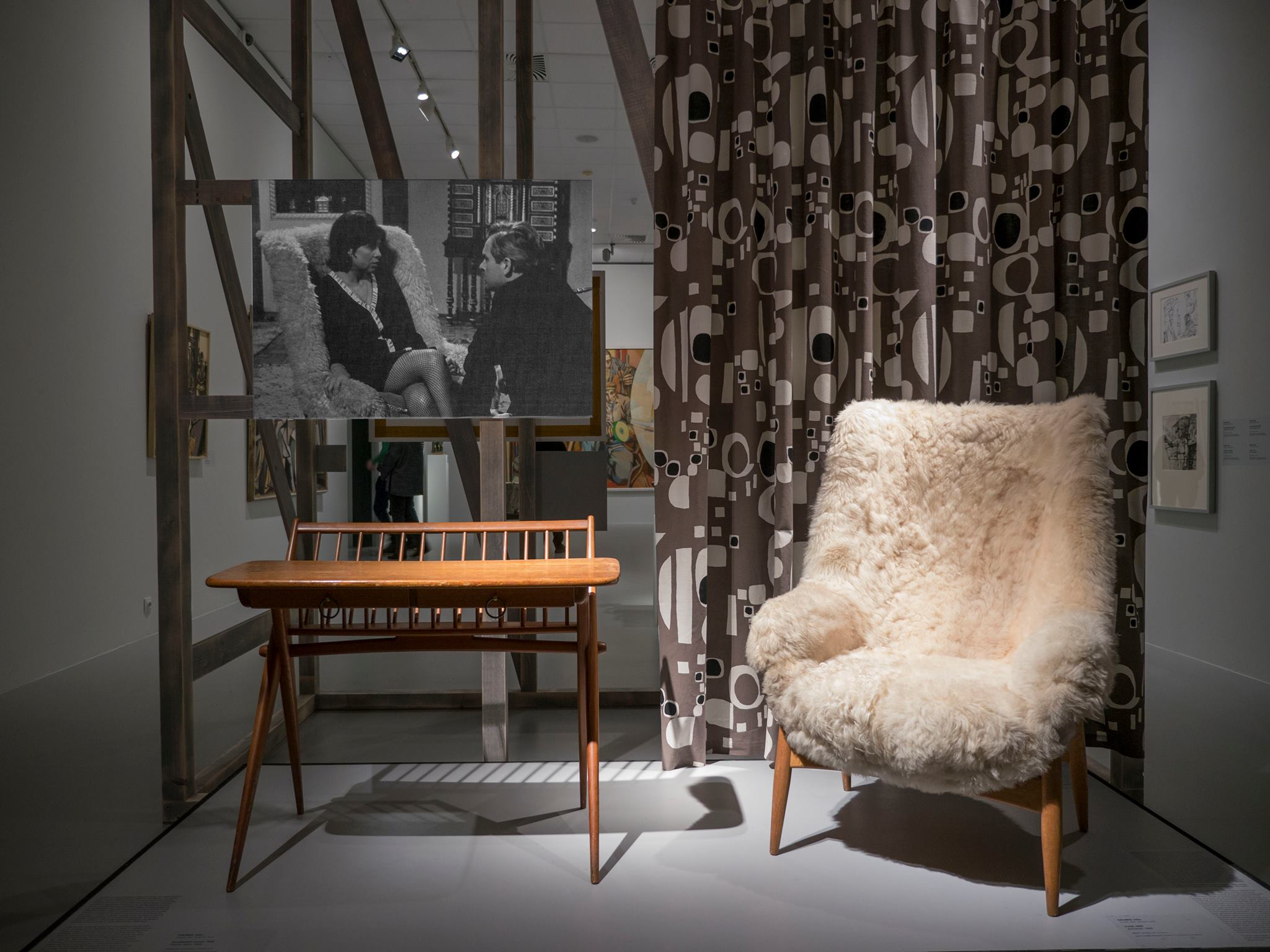
A legendás szőrmés fotel és balra fönt a képen Az alvilág professzora című filmből egy kocka, ahol Latinovits Zoltán mellett a szőrmés fotelben ül Domján Edit. – Magyar Nemzeti Galéria

- 1975: Építészeti nívódíj
- 1976: Munkácsy Mihály-díj
- 1977: Építészeti nívódíj
- 1990: Érdemes művész
- 1997: MAOE Életmű-díj

### Bútor- és enteriőrtervezés (válogatás)
- 1953: Központi Gyógyszertár, Budapest
- 1958: Divattervező Stúdió, Budapest; Brüsszeli Világkiállítás magyar pavilonja
- 1960: Gellért Szálló I. emelet lakosztályai, Budapest
- 1970: Forte bemutatóterem, Budapest; Népművészeti Tanács Modelljeinek kiállítóterme, Budapest, Régi posta u.
- 1972: Gyógyszertár, Budapest, Dísz tér
- 1985: Divat Stúdió, Budapest, Kecskeméti u.

### Egyéni kiállítás
- 1958: Csók Galéria, Budapest

### Csoportos kiállítások
- 1952: I. Országos Iparművészeti Kiállítás, Ernst Múzeum,Budapest
- 1959: IV. Országos Iparművészeti Kiállítás, Műcsarnok,Budapest
- 1970: MKISZ Belsőépítész Szakosztály Kiállítása, Ernst Múzeum, Budapest
- 1974: Belsőépítészet’ 74, Fővárosi Tanács bemutatóterme, Budapest
- 1975: Jubileumi Iparművészeti Kiállítás, Műcsarnok, Budapest
- 1980: Belsőépítészet 1970-1980, Műcsarnok, Budapest
- 1983: A tervezés értékteremtés, Műcsarnok, Budapest
- 1966-1974: között öt alkalommal szerepelt az Otthon-kiállításokon.

Egyes művei bemutatásra kerültek Lipcsében, Szófiában, Bukarestben és Moszkvában. 